# バナナ戦争
バナナ戦争（バナナせんそう、Banana Wars）は、米西戦争後にアメリカ合衆国によって行われた中央アメリカ諸国に対する軍事介入の総称。
介入の多くは海兵隊によって行われ、場合によって海軍の艦砲射撃や陸軍兵力も用いられた。
名称は当時中央アメリカで経済的な利害関係を有していたユナイテッド・フルーツ社が、プランテーションでバナナやタバコを栽培していたことに由来し、介入はユナイテッド・フルーツをはじめアメリカ企業に対する革命運動（→ドイツ帝国のツィンメルマン電報）の抑止を目的としていた。
バナナ戦争は、フランクリン・ルーズベルト大統領の善隣政策で、1934年にアメリカ合衆国がハイチから撤退して終結した。

## 介入を受けた国々
- キューバ（これに加えない場合もある）
- ハイチ
- ドミニカ共和国
- プエルトリコ
- メキシコ
- ホンジュラス
- ニカラグア
- コスタリカ
- パナマ
- コロンビア